# Elytrigia disticha
Elytrigia disticha là một loài thực vật có hoa trong họ Hòa thảo. Loài này được (Stapf) Prokudin mô tả khoa học đầu tiên năm 1954.